# Aleksandr Jefimkin
Aleksandr Aleksandrowicz Jefimkin, ros. Александр Александрович Ефимкин (ur. 2 grudnia 1981 w Kujbyszewie) – rosyjski kolarz szosowy jeżdżący w barwach grupy Team Type 1.

## Ważniejsze zwycięstwa i sukcesy
- 2005
  - etap w Volta a Portugal
- 2007
  - Settimana Ciclistica Lombarda
    - wygrany etap

  - Giro del Capo
    - wygrany etap
- 2011 
  - Tour of Turkey